# 城南村 (三重県阿山郡)
城南村（じょうなんむら）は三重県阿山郡にあった村。現在の伊賀市上野市街に南接する区域にあたる。

## 地理
- 河川：木津川、久米川

## 歴史
- 1894年（明治27年）2月13日 - 阿拝郡小田村の一部（大字木興・久米・浅宇田・四十九）が分立して発足。
- 1896年（明治29年）4月1日 - 所属郡が阿山郡に変更。
- 1941年（昭和16年）9月10日 - 上野町・小田村・三田村・新居村・長田村・花之木村と合併して上野市が発足。同日城南村廃止。

## 交通

### 鉄道路線
- 関西急行鉄道
  - 伊賀線（現・伊賀鉄道伊賀線）
    - 桑町駅 - 四十九駅